# 李名仪
李名仪（英語：John Ming-Yee Lee, 1937年—），美国著名建筑师。被认为是继贝聿铭之后，美国最重要的华人建筑师之一。李名仪在美国纽约和中国深圳留有优秀建筑设计作品。

## 生平
1937年，李名仪出生于上海，祖籍浙江省宁波镇海县（今属北仑区），是上海著名实业家族小港李家的第五代传人。早年学习美术，毕业于美国东部著名学院安默斯特学院艺术系。后改学建筑，入读耶鲁大学，并于1963年以优异成绩毕业。
毕业后赴美国首都华盛顿特区，受聘于威廉·安特卡夫建筑事务所，从最低职位的设计师做起。1967年，赴纽约，受聘于著名的巴恩斯建筑事务所，工作至今。

## 主要设计作品
美国：
- IBM美国纽约总部大厦。曾获得1984年纽约州建筑师协会和纽约城市俱乐部的“优秀设计奖”。
- 纽约列克辛顿大道599号商用大厦
- 华盛顿特区联邦司法大楼（设计出自李名仪），曾获得1994年美国建筑合同商协会的“优秀建筑奖”。

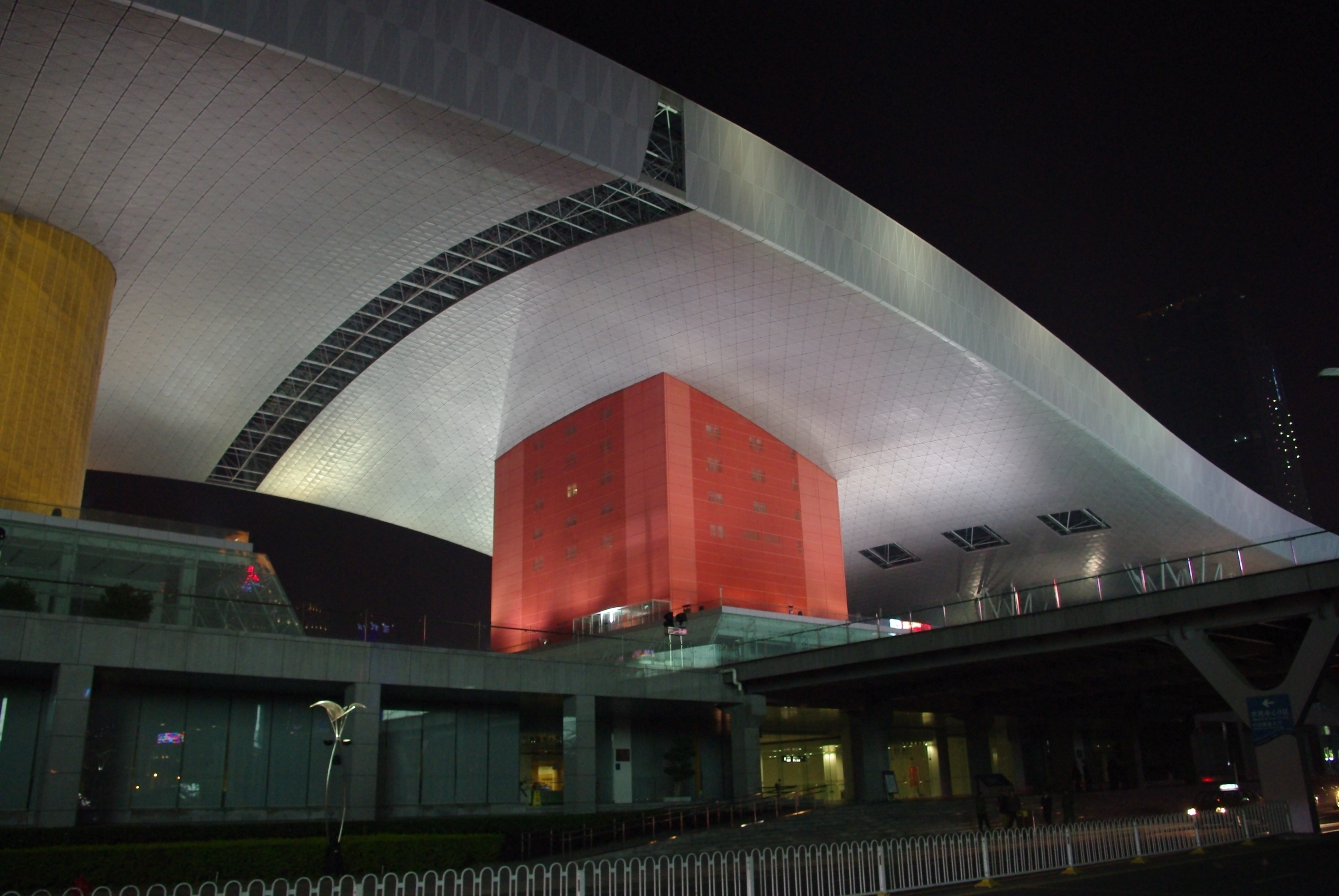
深圳市民中心夜景。深圳市民中心为李名仪在中国大陸的知名设计作品之一，也是深圳市的地标之一。

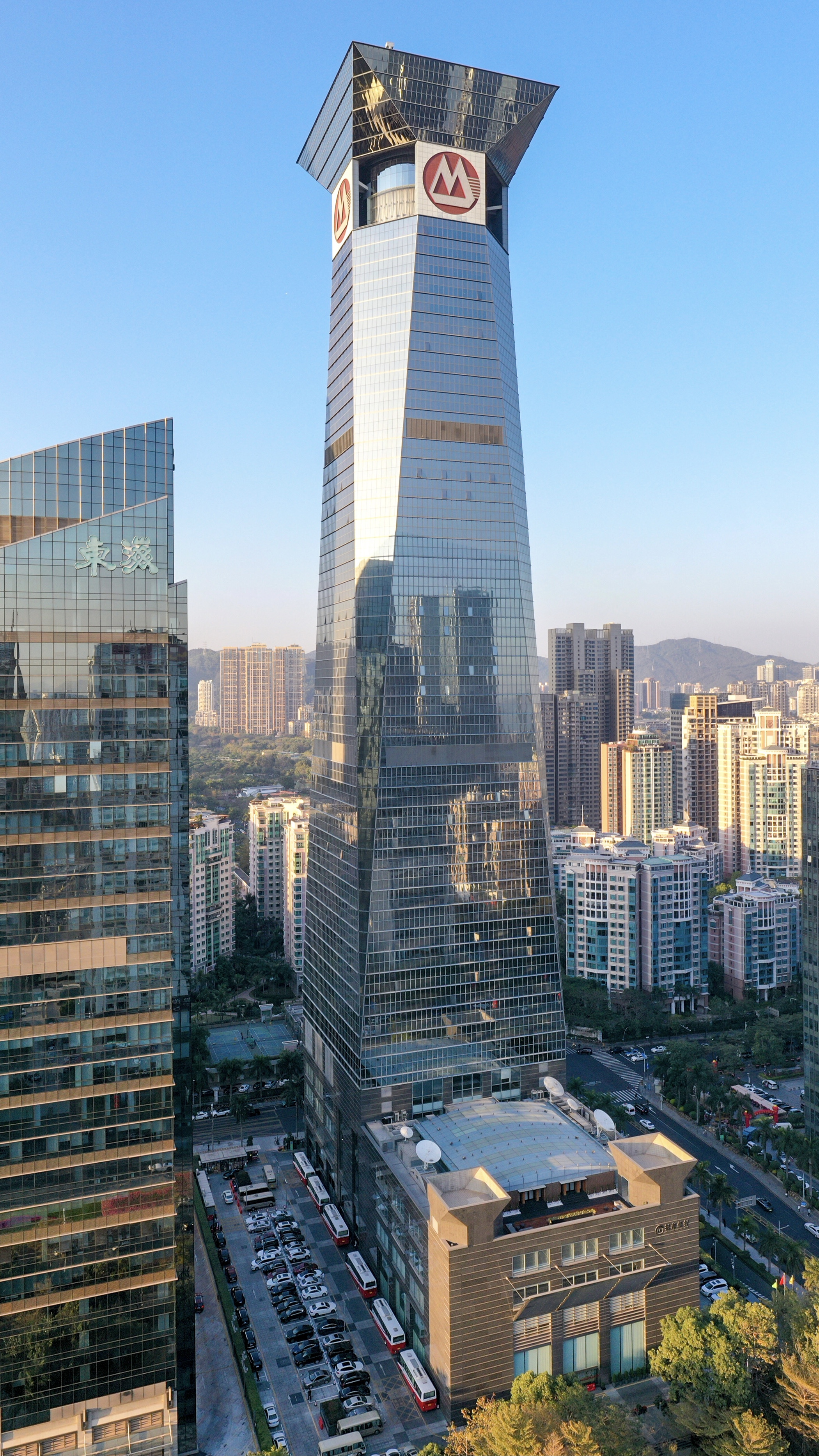
位于深圳的招商银行总部招商银行大厦是李名仪在中国大陸的知名设计作品之一，也是深圳市的地标之一。

- 科罗拉多斯普林斯艺术音乐学院
- 纽约州立大学戏剧艺术楼
- 纽约植物园园区内玻璃结构建筑
- 德克萨斯州达拉斯市达拉斯艺术博物馆

中国大陸：
- 深圳市民中心

- 招商银行大厦
- 深圳联想大厦
- 上海工程技术大学图书馆
- 宁波小港乾坤亭